# The Mad Stuntman
Mark Quashie (Trinidad y Tobago, 24 de enero de 1966), más conocido como The Mad Stuntman, es un artista y vocalista de baile electrónico estadounidense nacido en Trinidad y que ha vendido múltiples discos de platino. El apodo de Quashie se inspiró en el programa de televisión de acción y aventuras de la década de 1980 The Fall Guy, protagonizado por el actor Lee Majors como un doble de acción de Hollywood y un segundo empleo como cazarrecompensas. Construyendo su hogar en Brooklyn, Nueva York, The Mad Stuntman conoció al productor/DJ Erick Morillo, que obtuvo discos de platino, gracias al popular artista de reggae panameño El General, a quien se le conoce como el «padre del reggaetón». Morillo estaba buscando un acto para aparecer en su próximo sencillo «Go On Move» y finalmente unirse a él en la gira como grupo. Originalmente, «Go On Move» estaba destinado a ser una pista de doblaje clandestina, principalmente instrumentales con una exhibición vocal mínima en el gancho, sin embargo, las distintas voces enérgicas de estilo reggae áspero de The Mad Stuntman impulsaron el sencillo de 1992 al éxito general y provocaron su modificación para lanzamiento comercial.
«Go On Move» alcanzó el puesto número 6 en las listas de baile de EE. UU., que comenzó Reel 2 Real con el ascenso de The Mad Stuntman a la música popular. El segundo sencillo de 1993 del dúo de reggae latino «I Like to Move It» se convirtió en la canción reconocible y de mayor éxito comercial del grupo, encabezando las listas estadounidenses y europeas. El sencillo alcanzó rápidamente el estatus de éxito número uno, alcanzando su punto máximo primero en Francia y los Países Bajos, antes de convertirse en un éxito en las listas de éxitos en toda Europa. En 1994, la canción alcanzó el puesto 89 en la lista Billboard Hot 100 de EE. UU. «Move It Move It» de Reel 2 Real con The Mad Stuntman continuó ganando popularidad mundial, alcanzando el número 5 en la lista de sencillos del Reino Unido y alcanzando el número ocho en la lista Hot Dance de EE. UU. Mad Stuntman demostró ser uno de los artistas más valiosos de Erick Morillo, apareciendo en cuatro de los diez mejores éxitos dance de Reel 2 Real.
En 2005, DreamWorks Studios utilizó la canción en su primera entrega de la franquicia Madagascar. El comediante británico Sacha Baron Cohen fue elegido para dar voz al personaje del rey Julien XIII e interpretar su interpretación de la canción. El uso de Madagascar‍ de «I Like to Move it» en la película convirtió la canción en un himno popular para millones de espectadores en todo el mundo. El productor will.i.am duplicó el estilo de The Mad Stuntman para su personaje Moto Moto en Madagascar 2, mientras que el aclamado comediante y actor Chris Rock hizo una colorida interpretación de la canción «Afro Circus/I Like to Move It» como Marty. La cebra en Madagascar 3: Los más buscados de Europa.